# Football League of Europe

Logo der FLE

Die Football League of Europe (FLE) war eine europäische semi-professionelle Liga im American Football. Sie wurde Ende 1993 gegründet und spielte in der Saison 1994. 1995 wurde die Liga als American Football League of Europe (AFLE) neu aufgelegt. Die Meisterschaft um die Jim-Thorpe-Trophäe wurde beide Male von den Stockholm Nordic Vikings gewonnen.
Im Oktober 1993 wurden zum ersten Mal Pläne bekannt, nach denen 1994 eine Europa-Liga im American Football gegründet werden sollte. Unter der Federführung der Hamburg Blue Devils und deren Präsident Axel Gernert fanden sich im November 1993 acht europäische Teams zusammen. Der Etat der Liga lag bei fünf Millionen DM.

## Vorgeschichte
Der FLE gingen mehrere Versuche voraus, eine europaweite American-Football-Liga zu starten. So sollte im April 1990 die International League of American Football (ILAF) mit den Birmingham Bears, Helsinki Blue Fox, Rom, Mailand, München und London starten. Aufgrund der Fußball-Weltmeisterschaft in Italien fielen die italienischen Mannschaften aus, kurz darauf wurde die Liga um ein Jahr verschoben. Schließlich kam die Liga nicht zustande, nachdem auch die amerikanische Profi-Liga NFL die World League of American Football (WLAF) mit drei europäische Mannschaften startete – diese jedoch fast ausschließlich mit US-amerikanischen Spielern. Nach der Einstellung der WLAF 1992, wurden wieder Projekte für eine Europaliga geplant. So wurde 1993 die United Football League of Europe (UFL) von einem amerikanischen Kabelfernsehbetreiber angekündigt, kam aber über einige Freundschaftsspiele, wie die USA-Reise der Russian Czars, nicht hinaus.

### Schweppes Cool Masters 1992
In Deutschland plante der Sportkanal eine professionelle Liga. Nachdem dieser Plan aufgegeben wurde, organisierte Axel Gernert, Präsident des für diese Liga gegründeten Team Hamburg, später Hamburg Blue Devils, eine private Serie von Spielen. Nach einem Sponsor wurde diese Schweppes Cool Masters genannt, in der die Blue Devils 1992 auf die Moscow Bears und die Amsterdam Crusaders trafen. Das Finale 1992 gewannen die Blue Devils gegen die Manchester Spartans. Zum Saisonende wurden Gerüchte über die Gründung einer Europaliga bekannt.

### Schweppes Cool Masters/ELAF 1993
1993 wurde die Serie auf zehn Spiele ausgeweitet. Gegner waren unter anderem die Cologne Crocodiles und die Munich Cowboys, die auch in der deutschen GFL spielten. Anfang Oktober 1993 gewannen die Blue Devils das Finale der Serie gegen den GFL-Meister Munich Cowboys und strichen eine Siegprämie von 30.000 DM ein, der Verlierer erhielt noch 15.000 DM. Das Finalspiel fand vor 10.300 Zuschauern im Hamburger Volksparkstadion statt. Zu diesem Zeitpunkt waren die Pläne für die Football League of Europe bereits weit gediehen, wenn auch noch eine deutsche Superliga als Alternative überlegt wurde.
Im Vereinigten Königreich organisierten die Manchester Spartans eine Serie namens European League of American Football (ELAF). In der Continental Conference trafen die Spartans (die in Leicester spielten) auf die Hamburg Blue Devils, die Cologne Crocodiles und die Munich Cowboys. Dabei wurden die entsprechenden Spiele der Schweppes Cool Masters mitgerechnet, der German Bowl XV zwischen München und Köln wurde als Halbfinale gewertet. Hamburg siegte im anderen Halbfinale gegen Manchester mit 41:0.
Im Oktober 1993 wurde die ELAF UK Conference gespielt. Dabei trafen von den Spartans organisiert vier Mannschaften mit NFL-Namen und vorgestelltem "Euro" aufeinander: EuroMonarchs, EuroRaiders, EuroSteelers und EuroBears. Alle Spiele wurden in Leicester ausgetragen. Sieger wurden die EuroBears.

## FLE 1994
Die erste Saison der FLE wurde vom 30. April bis 10. September 1994 ausgetragen. In Deutschland sendete das Deutsche Sportfernsehen (DSF) wöchentlich Zusammenfassung zweier Spiele und übertrug das Finale live.
Die Liga stand unter massiver Kritik des American Football Verbands Deutschland (AFVD). Die Liga und Clubs der GFL warfen Gernert vor, rein profitorientiert zu arbeiten. Der AFVD bedrohte Spieler und Trainer mit Sperren, wenn sich diese an der FLE beteiligten.
Im Juni stand die Liga vor dem Konkurs, der jedoch abgewendet werden konnte. Aus Kostengründen verzichteten einige Teams auf ihr Heimspielrecht, zwei Spiele wurden gar nicht ausgetragen. In Hamburg streikten die Importspieler für ein Spiel wegen ausstehender Gehälter, in München lief der Vertrag mit dem amerikanischen Quarterback Ende Juli, also deutlich vor Ende der Saison ab.

### Regular Season

#### North Conference
|    | Verein                   | Sp | Punkte | TD       | Diff. |
| -- | ------------------------ | -- | ------ | -------- | ----- |
| 1. | Stockholm Nordic Vikings | 10 | 18:02  | 465:228  | +237  |
| 2. | Hamburg Blue Devils      | 10 | 14:06  | 339:265  | +074  |
| 3. | Berlin Bears             | 10 | 04:16  | 278:466  | −188  |
| 4. | Helsinki Roosters        | 09 | 02:16  | 0153:247 | −094  |

#### Central Conference
|    | Verein                 | Sp | Punkte | TD      | Diff. |
| -- | ---------------------- | -- | ------ | ------- | ----- |
| 1. | Munich Thunder         | 09 | 14:04  | 253:210 | +043  |
| 2. | Amsterdam Crusaders    | 10 | 12:08  | 295:276 | +019  |
| 3. | Great Britain Spartans | 09 | 08:10  | 240:262 | −022  |
| 4. | Frankfurt Gamblers     | 09 | 04:14  | 197:274 | −077  |

Die Spiele Helsinki Roosters gegen Frankfurt Gamblers und Munich Thunder gegen Great Britain Spartans fielen aus und wurden nicht nachgeholt.

### Playoffs
Im Halbfinale setzten sich die Blue Devils vor 7.300 Zuschauern mit 29:26 gegen Munich Thunder durch. Die Stockholm Nordic Vikings setzten sich gegen die Amsterdam Crusaders mit 34:21 durch. Das Spiel hatte 5.000 Zuschauer.
Das Finale im September 1994 fand vor 18.000 Zuschauern im Hamburger Volksparkstadion statt. Die Stockholm Nordic Vikings bezwangen die gastgebenden Hamburg Blue Devil mit 43:35.

### Folgen
Doch trotz des guten Zuschauerzuspruchs im Finale hatte die Liga Schwierigkeiten. Der anvisierte Schnitt von 5000 Fans pro Spiel konnte nur von den Blue Devils und den Spartans erreicht werden. Der Start der Saison 1995 war für den Mai 1995 geplant. Anfang 1995 einigten sich jedoch AFVD und Blue Devils darauf, dass die Hamburger in die German Football League einstiegen. Damit war die FLE gestorben.

## AFLE 1995
Trotzdem startete die Liga 1995 unter dem veränderten Namen „American Football League of Europe“ (AFLE). Neben Hamburg zogen sich auch Berlin (in die Regionalliga) und Helsinki (in die erste finnische Liga) zurück. Zwei insolvente Teams wurden direkt durch Nachfolger ersetzt: In Offenbach traten die Frankfurt Knights die Nachfolge der Gamblers an, in München sollten die Bavarian Blue Falcons die Thunder beerben, zogen aber noch vor Saisonbeginn zurück. Neu dabei waren die Bergamo Lions, Finalist des Eurobowl 1994. Die Saison lief vom 21. Mai bis zum 2. September 1995.

### Regular season
Der Neuzugang Lions dominierte die reguläre Saison. Der Spielbetrieb hatte jedoch mit einigen Unregelmäßigkeiten zu kämpfen. Die Spartans ließen sich die Trikots der Bavarian Blue Falcons schicken und stellten mit eigenen Spielern ein Falcons-Teams für ihr Heimspiel auf. Nach weiteren Unregelmäßigkeiten wurde die Spartans nach sechs Spielen von der Ligaführung gesperrt und die restlichen Spiele als verloren gewertet. Die Crusaders zogen sich kurz vor Ende der regular season zurück. 
|    |                          | Sp | S | N | P     |
| -- | ------------------------ | -- | - | - | ----- |
| 1. | Bergamo Lions            | 8  | 7 | 1 | 14:02 |
| 2. | Amsterdam Crusaders      | 8  | 5 | 3 | 10:06 |
| 3. | Stockholm Nordic Vikings | 8  | 4 | 4 | 08:08 |
| 4. | Frankfurt Knights        | 8  | 4 | 4 | 08:08 |
| 5. | Great Britain Spartans   | 8  | 0 | 8 | 00:16 |

### Play-offs
Die Bergamo Lions gewannen im Halbfinale gegen die Frankfurt Knights mit 38:19. Die Nordic Vikings kamen nach dem Rückzug der Crusaders kampflos ins Endspiel. Im Finale am 2. September 1995 unterlagen die Lions den Nordic Vikings mit 14:0, womit die Vikings beide ausgespielte Jim-Thorpe-Trophäen gewinnen konnten. Das Spiel in Stockholm verfolgten 2.000 Zuschauer.

### Ende
Die Unregelmäßigkeiten bei den Spartans, der Rückzug der Bavarian Blue Falcons kurz vor Saisonbeginn und der Crusaders kurz vor Saisonende sowie die nach wie vor mäßigen Zuschauerzahlen führte zum Ende der (A)FLE. Zudem war 1995 die ehemalige WLAF als World League neu gestartet, wobei diese aus sechs europäischen Mannschaften bestand (mit Frankfurt und Amsterdam zwei in Städten der FLE) und später in NFL Europe umbenannt wurde.
Zwar ließ der neue AFLE-Commissioner Gary Timm im Frühjahr 1996 verlauten, im Jahr 1997 mit einem neuen Konzept zu starten, doch dazu kam es nicht mehr.